# バンク・オブ・ザ・ウェスト

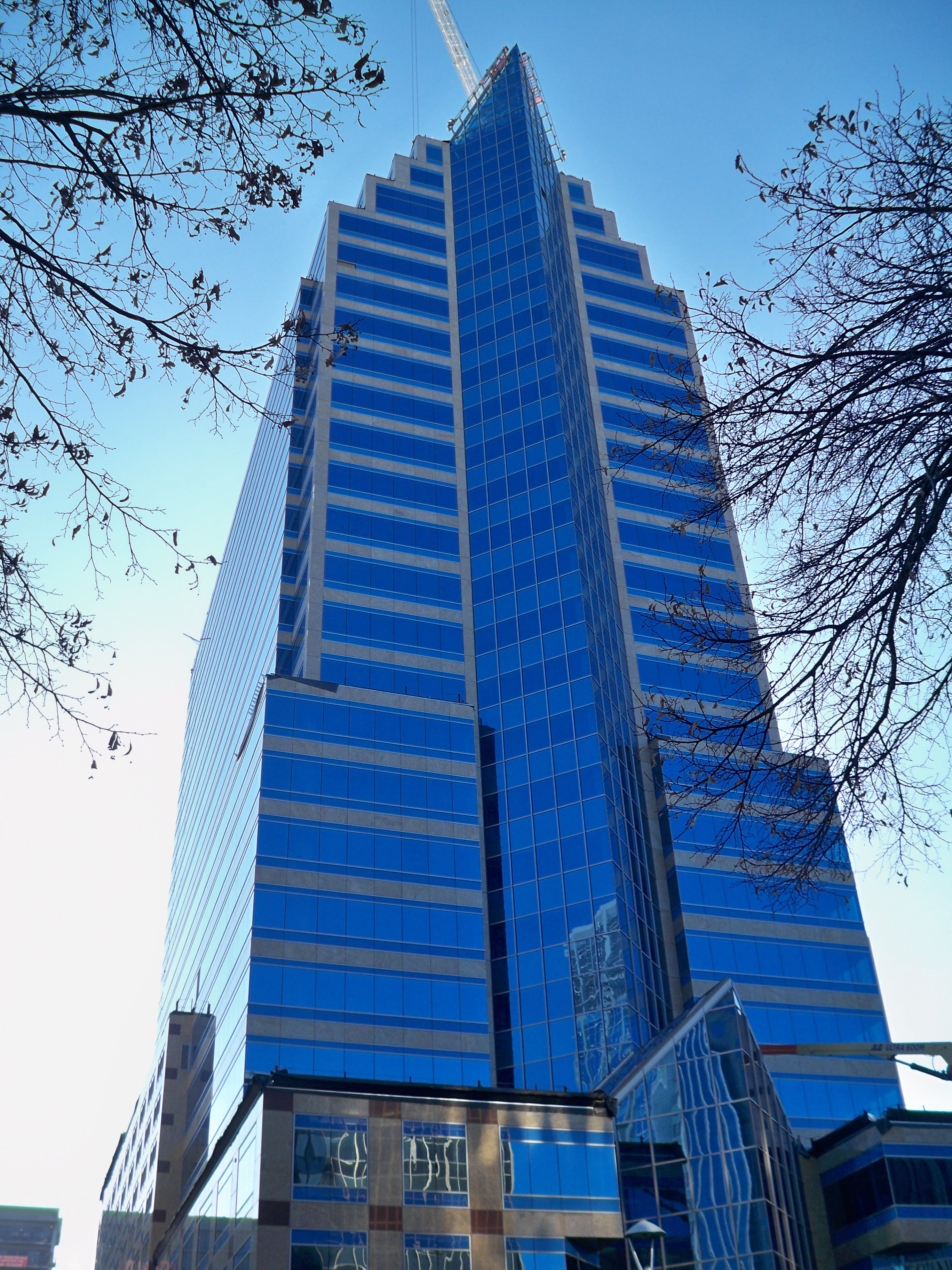
バンク・オブ・ザ・ウェスト・タワー（カリフォルニア州サクラメント）

バンク・オブ・ザ・ウェスト（英語: Bank of the West）はアメリカ合衆国カリフォルニア州サンフランシスコに本社を置く金融サービス持ち株会社で、主にアメリカ合衆国西部と中西部に600支店の銀行支店を展開していた。ヨーロッパの大手金融機関であるBNPパリバの米国子会社だった。
カナダの銀行グループであるモントリオール銀行（BMO）は、2023年2月にバンク・オブ・ザ・ウエストの買収を完了し、これをBMOの米国子会社であるBMOハリス銀行に統合する意向を示した。その後のレイバーデーの週末に、バンク・オブ・ザ・ウエストのブランドは廃止され、両子会社のすべての口座と支店が変換され、9月5日までにBMOバンク、N.A.という新しい名称の銀行に統合した。

## 概要
バンク・オブ・ザ・ウェストはもともとFarmers' National Gold Bankとして1874年にサンノゼで創業した。この銀行は金に裏打ちされた紙幣を発行できる10銀行のひとつであって、1884年にFirst National Bank of San Joseと改名した。 
その後、1906年のサンフランシスコ地震、大恐慌、二度の世界大戦を経てサンフランシスコ・ベイエリアを助けて、発展した。1979年にバンク・オブ・ザ・ウェストと名称を変えた時には、ベイエリアに35支店、3億5千万ドルの資産を持っていた。

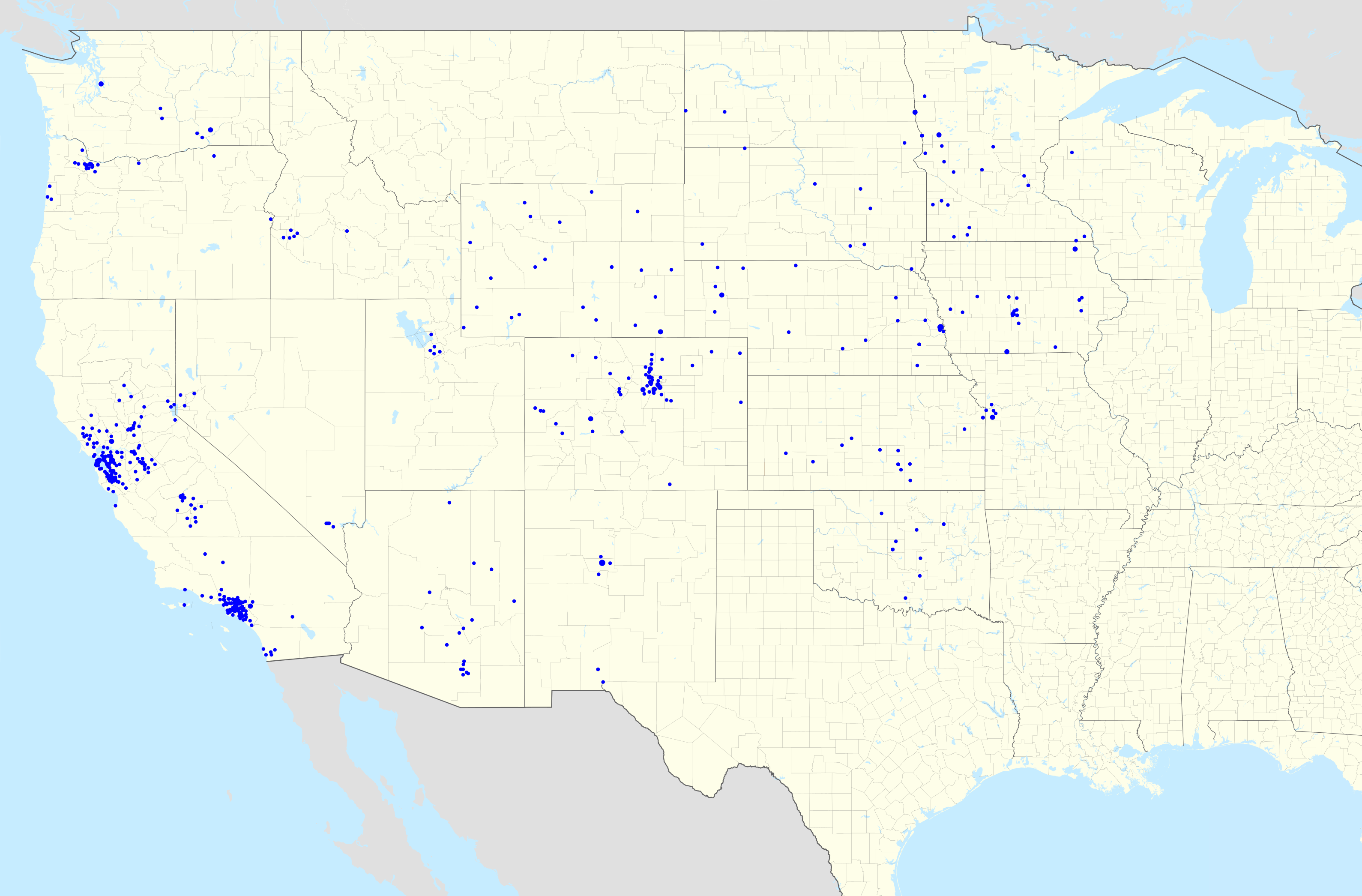
バンク・オブ・ザ・ウェストの事業はアメリカ合衆国西部の西海岸を中心に、山岳部、南西部、中西部へも広がっている

1980年にはフランスの銀行BNPとの関係を開始して、2001年には持ち株会社のBancWest CorporationがBNPパリバの全額出資会社となった。この間バンク・オブ・ザ・ウェストはBank of Los Gatosなど、カリフォルニア州で銀行・銀行支店を吸収してベイエリア以外にも進出して、1998年にはファースト・ハワイアン・バンクを傘下に収めて、この銀行が1995年にワシントン州、オレゴン州、アイダホ州に展開していたWest One Bankを譲り受けている。2001年にはウェルズ・ファーゴ銀行がFirst Security Corp.を買収した際に、独占禁止法の関係で手放したニューメキシコ州とネバダ州のいくつかの支店を買っている。
2004年には、バンク・オブ・ザ・ウェストはノースダコタ州に本社があるCommunity First National Bankを買収して、ノースダコタ州だけでなく他の西部州へも進出している。2005年には、ネブラスカ州に本部があるCommercial Federal Corp.も買収して、カンサス州、ミズーリ州、オクラホマ州などの中西部へも事業を広げている。
現在、バンク・オブ・ザ・ウェストは全米の23州で支店などを展開していて、総資産は807億ドルに達している。東京事務所と台北事務所は、それぞれ2006年と2007年に開設している。
日本ではりそな銀行と2016年6月以来、業務提携関係にある。
テニスの全米オープンシリーズのバンク・オブ・ウェスト・クラシックの主催者ともなっている。